# Kleingewässerlandschaft zwischen Greven und Granzin (LWL)
Kleingewässerlandschaft zwischen Greven und Granzin (LWL) este o arie protejată (arie specială de conservare — SAC, sit de importanță comunitară — SCI) din Germania întinsă pe o suprafață de 409 ha, integral pe uscat.

## Localizare
Centrul sitului Kleingewässerlandschaft zwischen Greven und Granzin (LWL) este situat la coordonatele 53°28′13″N 10°49′44″E / 53.4703°N 10.8289°E.

## Înființare
Situl Kleingewässerlandschaft zwischen Greven und Granzin (LWL) a fost declarat sit de importanță comunitară în aprilie 2004 pentru a proteja 2 specii de animale. Situl a fost protejat și ca arie specială de conservare în august 2016.

## Biodiversitate
Situată în ecoregiunea continentală, aria protejată conține 2 habitate naturale: Lacuri eutrofice naturale cu vegetație de tip Magnopotamion sau Hydrocharition, Păduri de fag Luzulo-Fagetum.
La baza desemnării sitului se află mai multe specii protejate de  amfibieni (2): buhai de baltă cu burta roșie (Bombina bombina), triton cu creastă (Triturus cristatus)